# Neohybothorax imitator
Neohybothorax imitator är en stekelart som beskrevs av Nikol'skaya 1960. Neohybothorax imitator ingår i släktet Neohybothorax och familjen bredlårsteklar.
Artens utbredningsområde är:
- Turkmenistan.
- Tadzjikistan.

Inga underarter finns listade i Catalogue of Life.